# Гвидо Брунети
Гвидо Брунети (енгл. Guido Brunetti; рођен у граду Фраине, 22. маја 1937. године) је италијански психолог и писац.
Живи и ради у Риму. Предавао је на универзитетима у Риму, Лечеу и Салерну. Аутор је бројних књига и есеја из различитих области неуронауке, психијатрије и психоанализе. Брунетија су ауторитативни неуронаучници дефинисали као „хуманисту-научника” (Визиоли) и „једног од ретких аутора способних да напишу књигу о мозгу и уму” (Бончинели). Обимна научна продукција заједно са одличним оценама критичара чини да „Брунети припада пантеону класика неуронаучне књижевности“ (Д'Алоизио).

## Биографија
Његова библиографија је огромна и разнолика. Рођен у граду Фраине (Кијети) од Марије Пеличоте и Валентина Брунетија, одликованог борца у Првом и Другом светском рату чији је живот обележен дугим, мукотрпним годинама патње и затвора. Његов лик ће постати стални узор у интелектуалном, моралном и духовном формирању Брунетија. На овом еволуционом путу, његова мајка представља се као прототип натприродног утицаја. У браку са Анитом Д’Алоизио, психологом, има двоје деце: Валентина, адвоката, и Марчела, лекара и васкуларног хирурга.
Са 11 година дефинитивно је напустио родни крај и преселио се у Неми, на периферији Рима, до почетка средње школе. После средње школе студирао је на универзитетима у Напуљу, Урбину и Лечеу, где је дипломирао са тезом о лечењу и опоравку асоцијалних и ментално заосталих малолетника. Године 1970. специјализовао се на пољу психологије на Универзитету у Торину.
Године 1960. победио је на конкурсу Министарства правде и радио у установама за малолетнике у оквиру научног посматрања и рехабилитације адолесцената хоспитализованих због поремећаја понашања и из правосудних разлога.
Године 1970. пребачен је у Рим да се бави организацијом и функционисањем делатности криминолога и психолога у италијанским затворима у поменутом одељењу. Као стручњак сарађује са Судом у Риму и неколико година је имао функцију у Председништву Министарског већа, где га занима стање младих у Италији и Европи. То је дуго и изванредно професионално и интелектуално искуство, које му омогућава да продуби како свесне и несвесне механизме људског понашања (нормалног и патолошког) тако и структуру и функционисање мозга и ума. Овај широк и разнолик професионални пут одражава еволуцију његових вишеструких културних и научних интересовања. Та интересовања се крећу прво у области специјалних педагогија, затим у области психологије, психоанализе и психијатрије и на крају у области нове неуронауке. Које су, почевши од деведесетих година 20. века, постале главни предмет његовог истраживања, његових књига и његових есеја.
Године 1980. дао је оставку на функцију у Министарству правде и бавио се психотерапијском дијагностиком и лечењем менталних поремећаја, како као хонорарни радник, тако и у медицинско-психо-педагошким институтима, породичним саветовалиштима, неуролошким рехабилитационим центрима. Такође се интензивно бавио и писањем. Објављује своје прве књиге: „Il disegno nella vita del fanciullo” (1972), „La condizione giovanile e il disadattamento” (1974), „Assistenza all’infanzia” (1975), „Questioni di psicopatologia” (2002).

## Тринитарна концепција личности
Један од фундаменталних аспеката његове мисли је тринитарна, тријалистичка концепција личности. Брунети уводи концепт хомо персона у материјалистички монизам Фројдове хомо природе, у неуронски хомо неуронаучног редукционизма и у класични дуализам Платона, Аристотела, Августина, Томе Аквинског о разликовању душе и тела. Рационални картезијански човек, који живи у две димензије, физичкој и психичкој (дух и тело), додаје и неизоставну духовну природу (spiritualis natura). Он је човек у три димензије, које се испољавају као супстанца, ја, свест, онтолошки субјект, постојање, субјективност, дух, мисао. Они су нематеријални ентитети, који се не поклапају нужно са духом и телом, и до сада нису „доказани“ јер се не могу „објаснити“ експерименталним, емпиријским методама. 
Заиста, појам личности налази своју дефиницију у многим дисциплинама, као што су филозофија, антропологија, теологија, психоанализа, социологија, право. Тему у филозофију уводи стоицизам, продубљује хришћанство и наставља модерна и савремена мисао, посебно персонализам и егзистенцијализам.
Хомо персона код Брунетија је схваћена као несводива разлика између мозга, психе и ума, која има очигледно бестелесан квалитет, који чини суштински елемент појединца. Та трећа димензија превазилази тело, налази се изнад материјалне супстанце, али је „отеловљена” у мозгу, материјализује се, не губећи свој духовни карактер. 
Брунети објашњава да нема ума без мозга, не може се мислити у одсуству мозга. Али мозак није его, не може се поистоветити са мишљу. Активност мозга не објашњава мисао, као што су то већ претпоставили Сократ и Платон, а затим неуронаучници Чарлс Скот Шерингтон и Џон Еклес и на крају други аутори, укључујући Хајдегера, Бинсвангера и Попера. 
Људско биће припада двема врстама са „различитим“ својствима: он је биолошки објекат и стога подлеже физичким законима, али поседује и ментална својства која „не подлежу законима физичке природе". Ту је „тело“, материјални објекат, али постоји и невидљива суштина, без тела, а то је душа, дух, субјективна стања. Тело без ових квалитета је „ништа“. Ја сам тело које "имам", али такође, како се Бинсвангер слаже, тело које "ја јесам".
Хомо персона Гвида Брунетија је стога биолошко тело, психички ентитет и „неуочљива“ нематеријална суштина: три ствари у једном. Попут Фројда, њега интересују не само „приземље и подрум зграде“, већ и „горњи спратови“ људског бића и његовог духовног живота. 
То је концепт који се открива – каже Тонино Кантелми, професор психијатрије на Универзитету Ла Сапијенца у Риму – „одлучујуће превазилажење и неуронаучног редукционизма и редукционизма људских наука”. Кантелми каже да је Брунети познат по томе што је разрадио тринитарну теорију људске личности, што представља „фундаментални допринос посебно у ери у којој многе идеје доводе у питање концепт човека”. Текст је „пример трансдисциплинарности у којој се конвергирају различита знања која се уздижу до јединствене синтезе о сложеним и фасцинантним темама“. 
Ђулио Маира, међународно познати неуронаучник, тврди да Брунети „додаје многе важне делове нашем знању“ са циљем да „разјасни нејасне тачке које се тичу мозга, ума и савести“, покушавајући да „да одговоре на дубоке научне и филозофска питања везана за њих“.

## Критика Брунетијевог рада
Неуронаучници и научници различитих културних средина испитали су рад Гвида Брунетија, истичући више елемената који га карактеришу. Неуролошки научник, Рафаело Вициоли, пише да је рад његовог колеге Брунетија део дивне линије студија усмерених ка праћењу највишег моралног императива науке, примене нашег знања како бисмо из њега извукли максималну корист за човечанство. Док, Франческо Бруно, професор психијатрије, потврђује да његов професионални и научни пут представља „плодне последице и широка епистемолошка отвора са јаким етичким референцама“. Такође Бруно каже да је аутор у стању да се посвети „једном од најсмелијих циљева којима научник може да тежи: изражавању писања, комбиновању различитих знања, чињеници која Брунетија сврстава међу најкомпетентније и најинтересантније ауторе у области неуронаука“. Никола Коко објашњава да Брунетијеви списи „представљају изузетно вишеструко и артикулисано дело, како због огромног подручја утицаја, тако и због доследне хомогености истраживања“. Винћенцо Рапизарда објашњава да је дело „богато неуронаучним, психијатријским, психоаналитичким и филозофским сазнањима”, које изражава „универзалну културу”. Неуронаучник Едоардо Бончинели закључује да је Брунети „један од ретких аутора који је способан да напише књигу о мозгу, уму и савести”.

## Дела
- Fascino e mistero del cervello e della mente, Campanotto Editore, Pasian di Prato 2020.
- Le ali dell'anima. Dal neurone al pensiero, Edizioni Neuroscienze.net, Roma, 2015.
- Quel fascino ambiguo del cervello, Campanotto Editore, Pasian di Prato 2013.
- Le misteriose finestre dell'anima: gli ultimi, straordinari progressi sul cervello e la mente, Pasian di Prato, Campanotto Editore, 2011.
- Basi neuroscientifiche dei processi educativi e socio-culturali, in AA.VV., Pedagogia sociale, Edizione Pensa, Lecce 2009.
- Pillole per vivere sereni e felici, Pasian di Prato, Campanotto Editore, 2007.
- Più grande del cielo, più profondo del mare, Roma, Edizioni universitarie romane, 2006.
- I colori della mente, Roma, Edizioni Associate, 2004.
- Questioni di psicopatologia, Cosenza, Pellegrini Editore, 2002.
- Sviluppo umano e sua patologia, Roma, 1996.
- Casa Giocosa. Attività riabilitativa nel recupero psicopedagogico del ragazzo con handicap psichico, Roma, Edizioni Kappa, 1990. (Et al.)
- 7 Nobel per un futuro, Roma, Edizioni Teknos, 1990. (Et al.)
- Il codice della mente, Edizioni Sigma-tau 1986. (Et al.)
- Psicoanalisi ed arte, Vasto, Edizioni Marval, 1982.
- Lo sviluppo psichico del bambino, Porto P. Picena, Edizioni Istituto di riabilitazione, 1981.
- Problemi di ristrutturazione della giustizia, Macerata, Edizioni Biemmegraf, 1978. (Et al.)
- Studi in materia di riabilitazione in ambito penale, Lodi, Associazione S. Maria delle Grazie, 1976.
- Assistenza all'infanzia: problema aperto, Valmar, 1975.
- Studi e orientamenti sull'assistenza carceraria e post-carceraria, Edizioni Assoc. S.M. delle Grazie, Lodi 1975
- La condizione giovanile e il disadattamento, Collezione: Saggi di pedagogia, Urbino, Argalia, 1974.
- Il disegno nella vita del fanciullo: indagine psicologica, Collezione: Piccola biblioteca pedagogica, Nuova rivista pedagogica, Roma, 1972.
- La casa di rieducazione di Deliceto, Centro Editoria Scolastica E Popolare, Napoli 1971. [2]

### Оде
- Гвидо Брунети је написао три химне: Ode a Nemi, Ode a Viareggio, Ode a Fraine. Те три плоче, које садрже оде, постављене су од стране Општине на зидове зграда у Немију, Вијаређу и Фрајну.

### Почасти
- Сребрна медаља за културу и уметност (Medaglia d'argento ai benemeriti della cultura e dell'arte), 20. април 2006. године[3]
- Званични орден за заслуге (Ufficiale Ordine al Merito della Repubblica Italiana), 27. децембар 2003. године, на предлог Владе[4]